# 馬特萬 (新澤西州)
馬特萬（英語：Matawan）是位於美國新澤西州蒙茅斯縣的自治市鎮。

## 人口
根據2020年美國人口普查的數據，馬特萬的面積為6.24平方千米，當中陸地面積為5.87平方千米，而水域面積為0.37平方千米。當地共有人口9565人，而人口密度為每平方千米1,533人。